# Оскар Салас
Оскар Салас (ісп. Óscar Salas, нар. 30 листопада 1993, Оланчито) — гондураський футболіст, півзахисник клубу «Гондурас Прогресо».
Виступав, зокрема, за олімпійську збірну Гондурасу.

## Клубна кар'єра
У дорослому футболі дебютував 2013 року виступами за команду клубу «Олімпія», кольори якої захищав до 2018 року.
У 2019 році півзахисник відіграв спочатку за «Хутікальпа», а згодом за «Мотагуа». У 2020 році відіграв дев'ять матчів за клуб «Віда». З 2021 року захищає кольори команди «Гондурас Прогресо».

## Виступи за збірні
Протягом 2013–2016 років залучався до складу молодіжної збірної Гондурасу. На молодіжному рівні зіграв у 9 офіційних матчах, забив 1 гол.
2016 року захищав кольори олімпійської збірної Гондурасу. У складі цієї команди провів 3 матчі. У складі збірної — учасник футбольного турніру на Олімпійських іграх 2016 року у Ріо-де-Жанейро.
У жовтні 2016 дебютував у складі національної збірної Гондурасу.

## Титули і досягнення
- Переможець Центральноамериканських ігор: 2013
- Переможець Центральноамериканського кубка: 2017